# Lac de Salanfe
Der Lac de Salanfe ist ein Stausee in der Gemeinde Evionnaz im Kanton Wallis in der Schweiz. Der See wird durch den Aufstau der Salanfe gebildet, zusätzlich wird über einen vier Kilometer langen Stollen auch das Wasser der Saufla aus dem Nachbartal zugeführt.

## Lage
Der See wird umrahmt vom Tour Sallière und von den Dents du Midi.
Eine Strasse führt von Martigny über Salvan zum Campingplatz bei Van d’en Haut. Von dort erreicht man zu Fuss in ca. 1½ Stunden den Stausee.
Bei der Staumauer befinden sich das Berggasthaus Cabane de Salanfe und eine kleine Kapelle.

## Geschichte
Der Bau der Gewichtsstaumauer Salanfe begann 1947 und wurde 1953 fertiggestellt. Seither fliesst sichtbar weniger Wasser über den bekannten Wasserfall Pissevache bei Vernayaz.

## Speicherkraftwerk Salanfe
Der Stausee ist Teil des Kraftwerks Salanfe, das der Alpiq gehört. Die Kavernenzentrale steht im Rhonetal bei Miéville in der Gemeinde Vernayaz. In der Zentrale verarbeiten zwei Pelton-Turbinen mit einer Gesamtleistung von 70 MW das Wasser des Stausees. Jährlich werden 110 GWh erzeugt.
Die Salanfe erreicht den Stausee auf natürliche Weise, während das Wasser der Saufla mit zwei Pumpwerken in den Freispiegelstollen zum Lac de Salanfe gehoben werden muss. Das Pumpwerk Giétroz du Fond hat eine Leistung von 960 kW und hebt aus einem Ausgleichsbecken von 20 000 m³ maximal 0,6 m³/s in den Stollen, das weiter oben liegende Pumpwerk Clusanfe mit einer Leistung von 760 kW hebt aus einem Ausgleichsbecken von 5400 m³ maximal 2 m³/s in den Stollen.

## Steinböcke am Staudamm
Die 50 Meter hohe Staumauer wird von Steinböcken beklettert, um dort Salpeter abzulecken.